# Antocha mitosanensis
Antocha mitosanensis är en tvåvingeart som beskrevs av Torii 1992. Antocha mitosanensis ingår i släktet Antocha och familjen småharkrankar. Inga underarter finns listade i Catalogue of Life.